# 牛津大學伊斯蘭研究中心

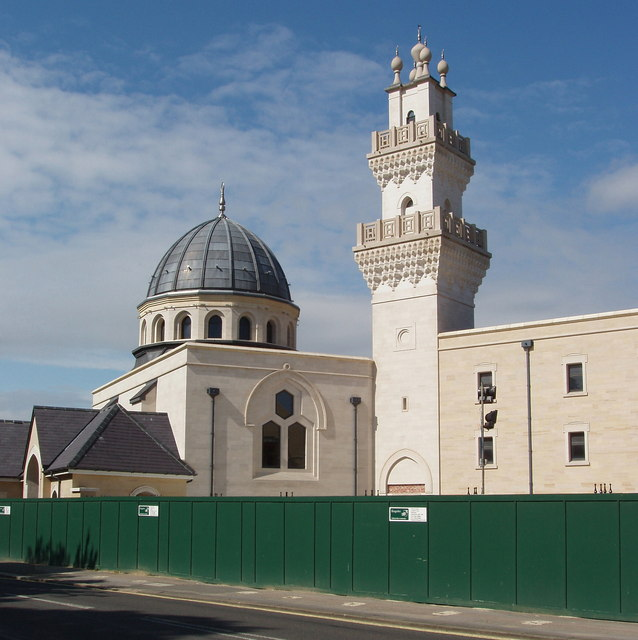
馬斯頓路上的伊斯蘭教研究中心

牛津大學伊斯蘭研究中心（英語：Oxford Centre for Islamic Studies，縮寫：OCIS）是牛津大學已認可的獨立中心，成立於1985年，目的是爲了鼓勵伊斯蘭研究。其贊助人是查爾斯王子。
在牛津中東部莫德林學院附近，該研究中心還有另一棟建築，其風格糅合了傳統牛津建築及伊斯蘭教藝術，其中還包含一個清真寺。

## 外部連結
- OCIS website （页面存档备份，存于）